# No Limit Top Dogg
No Limit Top Dogg — четвертий студійний альбом американського репера Snoop Dogg, випущений 11 травня 1999 року через No Limit Records та Priority Records. Після неоднозначного сприйняття його попереднього альбому Снуп знову почав співпрацювати з Dr. Dre і повернувся до звучання західного узбережжя, яке було притаманне йому під час роботи на Death Row Records.

## Історія створення
Після випуску попереднього альбому Снупа на No Limit, Master P надав Снупу більше творчої свободи, що призвело до альбому, який повернувся до звучання його ранніх днів у Death Row. Snoop Dogg пояснив: «Master P підписав мене, тож він мав право диктувати та керувати мною на першому альбомі, тому що він виводив мене як солдата No Limit. Дати мені творчий контроль із самого початку було б не найрозумніше, що можна зробити». Отримавши цю нову свободу, Снуп звернувся за допомогою до колишнього наставника та продюсера Dr. Dre. Альбом знаменує собою першу спільну роботу з Дре після того, як він залишив Death Row. Стосовно їхніх стосунків протягом багатьох років, Снуп сказав: «За лаштунками ми в основному допомагали один одному та критикували проекти один одного», а потім додав: «Ми просто повернулися до публічної співпраці… громадськість хотіла, щоб це, і ми цього хотіли, і ми наполягаємо на цьому, і ми це робимо». Снуп розглядав альбом як супутній твір до свого дебютного альбомуDoggystyle, відновивши співпрацю з Дре, Warren G, Nate Dogg, Jewell, DJ Quik і Рафаель Саадік.
Обкладинка альбому також знаменує значний відхід від звичного стилю дизайну всіх релізів No Limit. Стосовно цього рішення Master P сказав: «Коли ви дивитеся на цей запис Снупа, ви знаєте, ви дозволяєте Снупу бути собою». Далі він заявив: «Ви дивитесь на його обкладинку, і на ній немає жодного блиску та іншого, що ми завжди мали, це більше про собак і те, про що його образ».

## Комерційний успіх
No Limit Top Dogg дебютував на другому місці в Billboard 200, продавши 187 400 копій за перший тиждень. Наступного тижня альбом розійшовся тиражем у 108 000 примірників, опустившись до сьомого місця, поки не вилетів із першої десятки наступного тижня. Випуск синглу «Bitch Please», який набув популярності, допоміг продажам альбому зрости на 16% у Billboard 200 після місяців падіння в чартах. Незважаючи на те, що він не був таким комерційно успішним, як «Still a G Thang» з його попереднього альбому, йому все ж вдалося піднятися до восьмого місця в чарті Hot Rap Singles. Музичне відео також посіло третє місце на BET і потрапило в топ-20 найпопулярніших відео на MTV. Режисером відео був Dr. Dre.
Альбом отримав платиновий статус 13 жовтня 1999 року та розійшовся тиражем у 1 100 000 копій до кінця 1999 року, що зробило його 73-м найбільш продаваним альбомом року. Деякі припускали, що причиною відносно низьких продажів альбому за перший тиждень є очікування альбому Рікі Мартіна, який вийшов того ж тижня. Вважалося, що низька поінформованість про альбом також була пов’язана з відсутністю відео чи хіт-сингла до його випуску. Станом на березень 2008 року альбом був проданий тиражем 1 518 000 копій у Сполучених Штатах і 2 мільйони по всьому світу станом на 2016 рік.

## Критика
No Limit Top Dogg загалом отримав позитивні відгуки, і багато критиків називали його поверненням до форми після неоднозначного прийому та іншого напряму двох попередніх випущених альбомів. Натан Рабін з The A.V. Club зазначив: «... Догг звучить на Top Dogg щасливішим, розкутішим і впевненішим, ніж на будь-якому іншому альбомі з часів слави Chronic/Doggystyle». Пізніше в рецензії він назвав його «...важливим альбомом і, безперечно, найкращим альбомом Снуп Догга з часів Doggystyle». The Washington Post назвав треки «Just Dippin'» і «Buck 'Em», створені Dre, одними з найкращих спільних творів Snoop-Dre. Френк Вільямс із The Source назвав його майже бездоганним і сказав: «Повернувшись до своєї первісної плавності 1993 року, Снуп об’єднав усі свої впливи, щоб створити альбом, який буде зберігатися протягом тривалого часу». Пізніше журнал включив альбом до свого списку «10 найкращих альбомів року».
Незважаючи на загальний позитивний прийом альбому, він також отримав і негативні відгуки. Більшість з них спрямована на довжину всього проекту, а також на обов’язкові No Limit треки. Стівен Томас Ерлвайн з Allmusic сказав: «...це надто довго і наповнено зайвими, навіть дратівливими епізодичними ролями, а також, що Снуп задоволений тим, що розповсюджує низькосорті гангстерські кліше». Далі він коментує відсутність цікавих і розумних текстів у порівнянні з його старим матеріалом років тому. Rolling Stone, зокрема, розкритикував недостатній розвиток Снупа як автора текстів, водночас оголосивши весь альбом невартим порівняння з його дебютом.
У ретроспективному списку Complex 5 квітня 2013 року журнал розмістив No Limit Top Dogg під номером 17 у своєму списку «25 найкращих альбомів No Limit». Це єдиний альбом Снуп Догга на лейблі, який включено до списку. У списку Entertainment Weekly у 2015 році видання поставило альбом на третє місце як найкращий альбом Снуп Догга після Paid tha Cost to Be da Boss 2002 року та Doggystyle 1993 року.

## Список композицій
| #     | Назва                                                                                           | Автор | Продюсер(и)          | Тривалість |
| ----- | ----------------------------------------------------------------------------------------------- | --- | -------------------- | ---------- |
| 1.    | «Dolomite Intro»                                                                                | |                      | 0:27       |
| 2.    | «Buck 'Em» (за участю Sticky Fingaz)                                                            | Calvin Cordozar Broadus, Jr. Kirk Jones Andre Young                                                        | Dr. Dre              | 2:44       |
| 3.    | «Trust Me» (за участю Suga Free та Sylk-E. Fyne)                                                | Broadus, Jr. Dejuan Walker La'Mar Johnson Stephen Anderson                                                 | Bud'da               | 4:09       |
| 4.    | «My Heat Goes Boom»                                                                             | Broadus, Jr. Cecil Womack, Jr.                                                                             | Meech Wells          | 3:40       |
| 5.    | «Dolomite»                                                                                      | |                      | 0:52       |
| 6.    | «Snoopafella»                                                                                   | Broadus, Jr. Anthony Banks                                                                                 | Ant Banks            | 5:22       |
| 7.    | «In Love with a Thug»                                                                           | Broadus, Jr. Womack, Jr.                                                                                   | Meech Wells          | 3:44       |
| 8.    | «G Bedtime Stories»                                                                             | Broadus, Jr. Womack, Jr.                                                                                   | Meech Wells          | 2:14       |
| 9.    | «Down 4 My N's» (за участю C-Murder та Magic)                                                   | Broadus, Jr. Corey Miller Awood Johnson, Jr. Craig Lawson                                                  | KLC                  | 3:46       |
| 10.   | «Betta Days»                                                                                    | Broadus, Jr. Womack, Jr. Jeffrey Fortson                                                                   | Meech Wells Def Jef  | 3:55       |
| 11.   | «Somethin Bout Yo Bidness» (за участю Raphael Saadiq)                                           | Broadus, Jr. Raphael Saadiq George «G-One» Archie                                                          | Raphael Saadiq G-One | 4:10       |
| 12.   | «Bitch Please» (за участю Xzibit та Nate Dogg)                                                  | Broadus, Jr. Alvin Joiner Nathaniel Hale Young                                                             | Dr. Dre              | 3:54       |
| 13.   | «Doin' Too Much»                                                                                | Broadus, Jr. David Blake                                                                                   | DJ Quik              | 4:07       |
| 14.   | «Gangsta Ride» (за участю Silkk the Shocker)                                                    | Broadus, Jr. Vyshonn Miller Womack, Jr.                                                                    | Meech Wells          | 3:44       |
| 15.   | «Ghetto Symphony» (за участю Mia X, Fiend, C-Murder, Silkk the Shocker, Mystikal та Goldie Loc) | Broadus, Jr. Mia Young Richard Jones C. Miller V. Miller Michael Tyler Keiwan «Goldie Loc» Spillman Lawson | KLC                  | 5:40       |
| 16.   | «Party with a D.P.G.»                                                                           | Broadus, Jr. David «Jelly Roll» Drew                                                                       | Jelly Roll           | 4:55       |
| 17.   | «Buss'n Rocks»                                                                                  | Broadus, Jr. Blake                                                                                         | DJ Quik              | 4:23       |
| 18.   | «Just Dippin'» (за участю Dr. Dre та Jewell)                                                    | Broadus, Jr. Young Jewell Caples                                                                           | Dr. Dre              | 4:03       |
| 19.   | «Don't Tell» (за участю Warren G, Mausberg та Nate Dogg)                                        | Broadus, Jr. Warren Griffin III Johnny «Mausberg» Burns Hale Blake                                         | DJ Quik              | 4:47       |
| 20.   | «20 Minutes» (за участю Goldie Loc)                                                             | Broadus, Jr. Spillman                                                                                      | Goldie Loc           | 3:59       |
| 21.   | «I Love My Momma»                                                                               | Broadus, Jr. Womack, Jr.                                                                                   | Meech Wells          | 3:06       |
| 77:41 |                                                                                                 | |                      |            |

## Чарти
| Чарт (1999)                                          | Пікова позиція |
| ---------------------------------------------------- | -------------- |
| Австралія Australian Albums (ARIA)                   | 48             |
| Канада Canadian Albums (Billboard)                   | 10             |
| Нідерланди Dutch Albums (MegaCharts)                 | 62             |
| Франція French Albums (SNEP)                         | 53             |
| Німеччина German Albums (Media Control)              | 46             |
| Нова Зеландія New Zealand Albums (Recorded Music NZ) | 25             |
| Велика Британія UK Albums Chart                      | 48             |
| Велика Британія UK R&B Chart                         | 4              |
| США Billboard 200                                    | 2              |
| США Top R&B/Hip-Hop Albums (Billboard)               | 1              |

| Чарт (1999)                | Позиція |
| -------------------------- | ------- |
| США Billboard 200          | 81      |
| США Top R&B/Hip-Hop Albums | 30      |

## Сертифікації
| Регіон | Сертифікація | Продажі   |
| --- | ------------ | --------- |
| Канада (Music Canada)                                                                                            | Золотий      | 50 000^   |
| Велика Британія (BPI)                                                                                            | Золотий      | 100 000   |
| США (RIAA) | Платиновий   | 1,518,000 |
| ^відвантаження, що базуються лише на сертифікаціях · продажі+прослуховування, що базуються лише на сертифікаціях |              |           |